# Vulpes beihaiensis
{{#ifeq:0|0|{{#if:Vulpes beihaiensis|{{#if:|[[]}}|[[]]}}}}
Vulpes beihaiensis — вид вимерлих хижих ссавців з родини псових, який жив у пліоцені; викопні рештки знайдені у Китаї.